# ジャン・リュク・ド・アシェリ
ジャン・リュク・ド・アシェリ（Jean Luc d'Achery、1609年5月28日 - 1685年4月29日）は、フランスのベネディクト会修道士・書誌学者・歴史家。
ピカルディのサン＝カンタン出身。幼少より修道士としての修業を重ねる。病弱な体ながら、後にパリのサン・ジェルマン・デ・プレ修道院の図書館司書を45年の長きにわたり務めた。サンモール学派の創設者グレゴアール・タリスの遺命を受けて、ベネティクト会の歴史に関する史料の収集・整理に務める一方で、『ガリア文書拾遺』（“Veterum aliquot scriptorum qui in Galliæ bibliothecis, ni maxime Benedictinorum, latuerant, Spicilegium”、13巻（1655年－1677年）、増補3巻（1723年））などを編纂した。
アシェリの周辺では学術サロンとしての活動が展開され、コルベールなどもメンバーに加わっていた。アシェリが整理した資料を元にして、門人であるジャン・マビヨンがベネティクト会の歴史をまとめた『聖ベネディクト修道会聖人伝』を著した。